# Heinrich Eberbach
Heinrich Kurt Alfons Willy Eberbach (24 tháng 11 năm 1895 – 13 tháng 7 năm 1992) là Thượng tướng Thiết giáp quân đội Đức thời Chiến tranh thế giới thứ hai. Ông là một cộng sự thân cận của Đại tướng Heinz Guderian – người "cha đẻ" của Binh chủng Tăng-Thiết giáp Đức – và đã dẫn dắt các đơn vị xe tăng lập nên nhiều thắng lợi lớn trong các chiến dịch Ba Lan (1939), Pháp (1940) và mặt trận Xô-Đức (1941–1945). Năm 1944, ông được điều sang Tây Âu để cùng Cụm Tập đoàn quân B của Thống chế Erwin Rommel ngăn chặn quân Đồng Minh tấn công Normandie. Trên các cương vị Tư lệnh Cụm Thiết giáp Tây Âu và Tập đoàn quân số 7, ông đã gây nhiều khó khăn, tổn thất cho đối phương, song vẫn không cản được đà tiến của họ và bị bắt làm tù binh. Sau khi thế chiến kết thúc, Eberbach được phóng thích và nhận chức cố vấn quân sự của Nhà nước Cộng hòa Liên bang Đức.

## Thân thế
Heinrich Eberbach sinh ngày 24 tháng 11 năm 1895 ở thành phố Stuttgart (Württemberg) trong 1 gia đình có năm người con. Thân phụ ông - một thương gia nổi tiếng - mất sớm khi Eberbach mới lên 6 tuổi, làm mẹ ông phải vất vả tự mình lo ăn học cho các con. Năm 1911, Eberbach được gửi vào học một trường trung học phổ thông tại Stuttgart. Ông không chăm học, chỉ ưa thích ngao du ngoài trời, nên thường dành nhiều thời gian với chúng bạn đi bộ và khám phá vùng nông thôn ngoại vi thành phố. Tuy vậy, ông vẫn tham gia và vượt qua kỳ thi tốt nghiệp trung học phổ thông vào cuối tháng 7 năm 1914. Ngay sau đó, ông quyết định theo nghiệp binh và trở thành học viên hạ sĩ quan Trung đoàn Bộ binh 180 đóng tại Tübingen.

## Chiến tranh thế giới thứ nhất
Đầu tháng 8 năm 1914, Chiến tranh thế giới thứ nhất bùng nổ, Eberbach cùng trung đoàn ông được điều động tác chiến trong vùng núi Vosges tại miền Nam Pháp. Sau 1 tháng chiến đấu, trung đoàn được dời đến mặt trận Cambrai-Thiepval trên mạn bắc Pháp. Tại đây Eberbach tham gia nhiều trận đánh cận chiến bằng lưỡi lê và ban thưởng Huân chương Thập Tự Sắt hạng 2 ngày 12 tháng 10 năm 1914. 4 ngày sau, ông được phong cấp Trung sĩ, và cũng vào hôm đó, ông bị thương do trúng mảnh pháo ở phần trên bắp đùi. Đại đội trưởng của Eberbach ra lệnh đưa ông vào viện quân y, nhưng ông kháng lệnh vì không muốn bỏ rơi đồng đội nơi tiền tuyến. Eberbach trở thành học viên sĩ quan vào tháng 1 năm 1915 và được gắn lon Thiếu úy vào ngày 24 tháng 2, chỉ sau 9 tháng phục vụ tại ngũ..
Ngày 15 tháng 5 năm 1915, Eberbach được phân công làm trung đội trưởng 1 trung đội của Đại đội 8 Trung đoàn Bộ binh Dự bị 122. Trong suốt mùa hè năm đó, ông tham gia chặn đánh nhiều cuộc tấn công lớn của quân đội Pháp. Khi Pháp mở chiến dịch đánh chiếm Champagne ngày 25 tháng 9, Eberbach và trung đội mình nhận nhiệm vụ chốt giữ tuyến phòng thủ đầu của Đức. Trung đoàn 180 đánh bại đợt tập kích đầu tiên của bộ binh Pháp, nhưng sau đó trung đội Eberbach bị mất liên lạc với các đơn vị kề bên. Quân Pháp tràn qua kẽ hở giữa trận tuyến Đức và vây khốn Eberbach cùng trung đội ông. Theo Điều lệ Tác chiến của Bộ Tổng tham mưu Đức, mọi lãnh thổ bị địch chiếm trên tiền tuyến phải được giành lại ngay bằng một cuộc phản kích của quân tuyến sau. Nắm vững quy định này, Eberbach quyết định chiến đấu giam chân địch chứ không rút lui. Sau 8 tiếng đồng hồ tả xông hữu đột giữa vòng vây, trung đội ông cạn dần đạn dược mà vẫn chưa nhận được "tín hiệu" khả quan từ tuyến sau. Eberbach phải dẫn quân mở đường máu để thoát về hậu cứ, nhưng bị lính Pháp đón lõng và bắn vỡ mũi. Ông lăn ra bất tỉnh và bị bắt sống cùng những người sống sót trong trung đội ông.
Tháng 12 năm 1916, để đổi lấy một tù binh Pháp bị trọng thương, người Pháp giao trả Eberbach cho Đức. Ông được đưa đến chữa trị trong 1 bệnh viện ở Thụy Sĩ, nơi ông trải qua nhiều cuộc phẫu thuật và được lắp một chiếc mũi giả. Ngày 10 tháng 5 năm 1917, khi đang nằm viện, Eberbach hay tin Nhà nước Württemberg trao tặng ông Huân chương Friedrich hạng II đính kèm Thanh gươm. Ông về nước vào ngày 26 tháng 8 năm 1917, nhưng chưa thể ra trận ngay, mà phải an dưỡng tại một quân y viện ở Tübingen. Ngày 4 tháng 10 năm 1917, Hoàng đế Đức tặng Eberbach tặng Huân chương Thập tự Sắt hạng I để tưởng thưởng cho lòng dũng cảm của ông trong trận đánh ngày 25 tháng 9. Sau khi trở lại tiền tuyến vào cuối tháng 10, Eberbach được thuyên chuyển làm trung đội trưởng Đại đội 10 Trung đoàn Bộ binh 146 (Đông Phổ) đóng tại Macedonia vào tháng 12 năm 1917.
Tháng 2 năm 1918, Bộ Tổng tham mưu Đức điều Trung đoàn 146 qua giúp quân Thổ Nhĩ Kỳ đánh quân Anh ở Palestine. Tại đây, ông nhiều lần thể hiện lòng dũng cảm và mưu trí trong các trận chiến trên sông Jordan. Thấy Eberbach nói giỏi tiếng Thổ (do ông từng tiếp xúc với tù binh Thổ trong các trại giam của Pháp), cấp trên cử ông làm sĩ quan giao liên tại Bộ Tư lệnh Tập đoàn quân số 8 (Thổ Nhĩ Kỳ) ở Tulkerim. Khi mặt trận quân Thổ tan vỡ vào ngày 20 tháng 9 năm 1918, Tư lệnh Tập đoàn quân số 8 giao Eberbach cầm một nhúm quân Thổ, Đức, Áo chặn hậu cho đại binh Thổ rút chạy an toàn. Eberbach đã đẩy lui nhiều đợt tấn công của kỵ binh Anh, nhưng sau đó mắc bệnh sốt rét và bị bắt sống vào ngày 23 tháng 9. Người Anh đưa ông đi điều dưỡng trong 1 quân y viện tại Cairo. Ngày 18 tháng 10 năm 1918, ông được quân đội Đức thăng cấp hàm Thượng tá. Sau khi phục sức, ông bị giam cầm tại Sidi Bishr (gần Alexandria) trong một thời gian ngắn, rồi được thả về nước ngày 16 tháng 11 năm 1919.

## Giữa hai cuộc thế chiến
Sau Chiến tranh thế giới thứ nhất, các nước thắng trận ký Hòa ước Versailles ép Đức phải giám quân số xuống còn 10 vạn người. Eberbach không có tên trong 4.000 sĩ quan được cho tại chức, và được tư vấn đổi sang ngành cảnh sát. Ngày 13 tháng 12 năm 1919, ông gia nhập Lực lượng Cảnh sát Bang Württemberg và được phân công vào trụ sở công an thành phố Esslingen. Sau khi nhận cấp bậc Trung úy cảnh sát ngày 30 tháng 1, ông chính thức xuất ngũ khỏi quân đội vào tháng 2 năm 1920. Do có nhiều đóng góp cho việc trị an trong những ngày đầu rối ren của nền Cộng hòa Weimar, Eberbach được thăng chức Đại úy cảnh sát ngày 1 tháng 3 năm 1921. Ông sớm trở thành người tiên phong áp dụng các phương tiện mô-tô (gồm xe gắn máy, ôtô và xe bọc thép) vào công tác an ninh trật tự.
Ngày 11 tháng 3 năm 1920, Eberbach kết hôn với Anna Lempp, người y tá đã chăm sóc ông trong quân y viện Tübingen năm 1917. Hai người chung sống hạnh phúc và có với nhau ba con trai: Heinz (sinh ngày 3 tháng 7 năm 1921), Wolfram (sinh ngày 28 tháng 2 năm 1934) và Gottfried (sinh ngày 10 tháng 1 năm 1930).
Ngày 1 tháng 6 năm 1933, Eberbach lên cấp hàm Thiếu tá cảnh sát. Hai năm sau (1935), khi chính quyền Quốc xã của Adolf Hitler tăng cường binh bị, ông tái ngũ vào quân đội với quân hàm Thiếu tá và lãnh chức Tiểu đoàn trưởng Tiểu đoàn Pháo chống tăng 12 tại Stettin (Pommern). Đây là một bộ phận thuộc Sư đoàn Bộ binh 12 mới thành lập của Quân khu II. Eberbach được thăng cấp Thượng tá ngày 1 tháng 10 năm 1937, rồi công tác tại Ban Thanh tra Quân Cơ động ở Berlin và sở chỉ huy 3 sư đoàn thiết giáp trong 8 tháng đầu năm 1938. Ông đã cùng Sư đoàn Thiết giáp số 2 tiến vào tiếp quản Áo tháng 3 năm 1938. Sau khi Sư đoàn Thiết giáp số 4 ra đời ở Würzburg vào ngày 1 tháng 10, Eberbach được phân công làm Trung đoàn trưởng Trung đoàn Thiết giáp 35 ngày 10 tháng 10 năm 1938. Cùng với Trung đoàn Thiết giáp 36 do Thượng tá Hermann Breith (một người bạn thân của Eberbach) chỉ huy, trung đoàn ông đứng chân trong đội hình Lữ đoàn Thiết giáp 5 - Sư đoàn Thiết giáp 4 - Quân đoàn Thiết giáp XVI - Tập đoàn quân số 10. Tiếp theo đó, Eberbach lên lon Đại tá vào ngày 1 tháng 6 năm 1939.

## Chiến tranh thế giới thứ hai

### Giai đoạn 1939-1940
Ngày 1 tháng 9 năm 1939, Đức tuyên chiến với Ba Lan, Chiến tranh thế giới thứ hai bùng nổ. Dưới sự chỉ huy của Eberbach, Trung đoàn Thiết giáp 35 dẫn đầu đội hình Sư đoàn Thiết giáp 4 vượt biên giới Ba Lan và đập tan các phòng tuyến ở miền nam nước này. Chỉ sau 1 tuần giao chiến, Sư đoàn Thiết giáp 4 đã áp sát thủ đô Warszawa vào ngày 8 tháng 9. 17h15 hôm đó, Eberbach xua xe tăng đánh chiếm vùng ngoại ô Ochota trên hướng tây nam thành phố, nhưng bị đẩy lui với tổn thất nặng nề. Ngày 9 tháng 9, các Tập đoàn quân Pomorze và Poznan (Ba Lan) phản kích mạnh vào sườn phía bắc Tập đoàn quân số 8 trên sông Bzura, buộc bộ tư lệnh Đức phải điều Quân đoàn Thiết giáp XVI từ Warszawa sang cứu viện cho Tập đoàn quân 8. Bằng các đòn tấn công táo bạo, trung đoàn Eberbach đã góp phần kìm hãm đà tiến của quân Ba Lan và cùng các đơn vị bạn chuyển sang bao vây, cô lập đối phương. Trận Bzura kết thúc vào ngày 19 tháng 9 năm 1939, với thảm bại của 9 sư đoàn chủ lực Ba Lan cùng một số đơn vị yểm trợ nhỏ. Sau khi Đức hoàn tất chinh phục Ba Lan (ngày 6 tháng 10), Eberbach được cấp trên ban thưởng rất hậu hĩnh.
Tháng 5 năm 1940, Đức phát động chiến dịch tấn công Pháp và Tây Âu. Trung đoàn Eberbach cùng các đơn vị bạn thuộc Quân đoàn Thiết giáp XVI tham chiến trong đội hình Tập đoàn quân số 6. Dưới sự chỉ huy của Eberbach, Trung đoàn Thiết giáp 35 đã góp phần đánh bại 2 sư đoàn thiết giáp Pháp tại trận Hannut (12 – 14 tháng 5 năm 1940), rồi phá vỡ phòng tuyến quân Pháp trên sông Dyle trong các trận đánh ngày 14 – 16 tháng 5 năm 1940. Kế đến, Eberbach quét sạch quân Pháp khỏi thị trấn Armentières vào các ngày 28 – 29 tháng 5, trong trận đánh đêm đầu tiên của Binh chủng Tăng - Thiết giáp Đức. Bước sang tháng 6, Quân đoàn Thiết giáp XVI được chuyển sang biên chế Cụm Thiết giáp Kleist do tướng Ewald von Kleist chỉ huy. Eberbach tiến quân thần tốc vào nội địa Pháp, xuyên thủng phòng tuyến Weygand tại Péronne và đánh đuổi quân Pháp tới Roye. Phát huy chiến thắng, trung đoàn ông hăm hở truy kích ra sông Seine, rồi chiếm gọn thị trấn Romilly trên sông Seine chỉ sau 1 ngày giao chiến. Tiếp theo đó, bằng một loạt cuộc hành binh cấp tốc về hướng nam, Eberbach lần lượt chiếm lĩnh Dijon, Lyon và lưu vực sông Isère. Ngày 20 tháng 6, ông cùng thủ trưởng lữ đoàn Hermann Breith được ban tặng huy hiệu xe tăng xung kích (Panzerkampfabzeichen) bậc 2. Hai ngày sau, cuộc chiến ở Tây Âu chấm dứt với thất bại toàn diện của Pháp. Eberbach trở về Đức, lãnh thưởng Huân chương Chữ Thập Hiệp sĩ vào ngày 4 tháng 7 và được thăng hàm Đại tá ngày 14 tháng 8 năm 1940.
Cuộc tấn công Pháp đã xác lập danh tiếng của Eberbach như một chỉ huy xe tăng bạo dạn và quyết đoán. Sau một trận thắng, khi các cán bộ thuộc cấp khuyên Eberbach dừng truy kích do xe của đơn vị đang "rất cần được bảo trì", ông gạt phắt vì không muốn tạo cơ hội cho địch quân chỉnh đốn hàng ngũ. Ông còn khẳng định: "Nếu ta không còn gì ngoài những cái bếp dã chiến, ta vẫn phải tấn công không ngơi nghỉ cho đến khi địch bị tiêu diệt hoàn toàn". Bên cạnh đó, Eberbach luôn quan tâm đến mạng sống binh sĩ và ưu tiên những cách đánh đạt hiệu suất cao, hạn chế tối đa tổn thất lực lượng. Trong trận đột phá phòng tuyến Weygand, ông từng phản đối phương án tấn công của tướng Kleist khi thấy lối đánh đó gây thương vong lớn cho quân Đức nhưng chỉ thu được kết quả hạn chế. Nhờ có tư duy tiết kiệm binh lực của Eberbach, Breith và Thượng tá Kurt von Jesser - Trung đoàn trưởng Trung đoàn Thiết giáp 36, Lữ đoàn Thiết giáp 5 chịu thiệt hại tương đối nhỏ trên chiến trường Tây Âu.

### Giai đoạn 1941-1943
Khi Đức chuẩn bị thôn tính Liên bang Xô viết vào đầu năm 1941, Sư đoàn Thiết giáp 4 trở thành một trong 5 sư đoàn thuộc Quân đoàn XXIV do Thượng tướng Thiết giáp Leo Geyr von Schweppenburg chỉ huy. Quân đoàn này được phiên chế trong Cụm Thiết giáp số 2 (sau nâng cấp thành Tập đoàn Thiết giáp số 2) của Đại tướng Heinz Guderian, người có mệnh danh là "cha đẻ" của Binh chủng Tăng - Thiết giáp Đức. Ngày 22 tháng 6 năm 1941, Hitler phát động Chiến dịch Barbarossa tấn công Liên Xô. 9 ngày sau đó (1 tháng 7), Eberbach được phân công làm Lữ đoàn trưởng Lữ đoàn Thiết giáp số 5, với đội hình lúc này gồm Trung đoàn Thiết giáp 35, Tiểu đoàn Trinh sát Thiết giáp 4 cùng 1 tiểu đoàn bộ binh mô tô. Ông dẫn dắt lữ đoàn tham gia đánh các trận hợp vây lớn tại Minsk (cuối tháng 6 – 3 tháng 7 năm 1941), Smolensk (tháng 7 năm 1941), Gomel (tháng 8 năm 1941), Kiev (tháng 9 năm 1941), Vyazma-Bryansk (30 tháng 9 – 20 tháng 10 năm 1941) và uy hiếp thủ đô Moskva. Những chiến thắng của Eberbach đã đem lại cho ông sự tín nhiệm vững chắc từ thủ trưởng Guderian. Tuy nhiên, Lữ đoàn Thiết giáp 5 nói riêng - và Tập đoàn Thiết giáp số 2 nói chung - bị chặn đứng với tổn thất rất lớn trong các trận đánh trước cửa ngõ Moskva 3 tháng cuối năm 1941. Ngày 16 tháng 12, Hồng quân Liên Xô phát động phản công trên toàn tuyến. Guderian vì "tự ý rút quân" nên bị Hitler sa thải và thay thế bằng Thượng tướng Thiết giáp Rudolf Schmidt. Do có nhiều công trạng trong trận hợp vây Vyazma-Bryansk và trong việc ngăn chặn các đợt phản kích của Hồng quân, Eberbach được ghi danh trong sổ tuyên dương của quân đội Đức, và nhận thưởng Lá sồi đính kèm Huân chương Chữ Thập Hiệp sĩ của ông vào ngày 1 tháng 1 năm 1942.

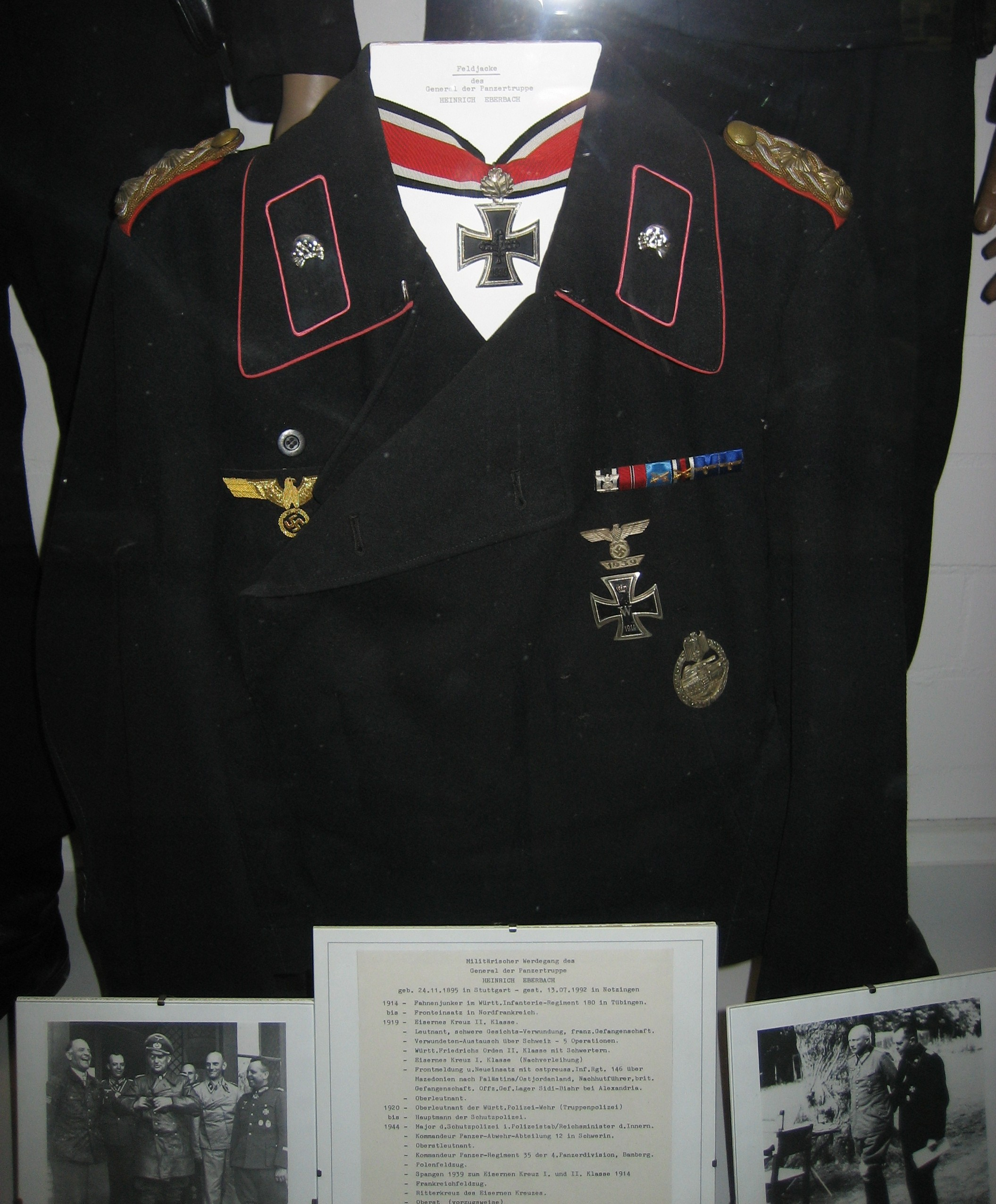
Quân phục của tướng Eberbach (Bảo tàng Thiết giáp Đức, Munster)

Ngày 6 tháng 1 năm 1942, Eberbach được phân công làm Sư đoàn trưởng Sư đoàn Thiết giáp số 4, thay Thiếu tướng Dietrich von Saucken vừa bị chiến thương. Quân Liên Xô lúc này đã thọc sâu tới tận Orel, đẩy quân Đức vào tình thế nguy kịch. Sư đoàn Eberbach phải liên tục đánh trả và phản kích đối phương trong suốt tháng 1 năm 1942. Ngày 2 tháng 2, khi đang thúc quân xông lên phản kích, Eberbach bị trúng đạn vào vai và cánh tay. Binh lính vội vã đưa ông nhập viện tại một bệnh viện dã chiến ở Smolensk. Không lâu sau đó, Bộ Tư lệnh Tối cao chuyển Eberbach vào ngạch dự bị và cho ông về an dưỡng tại Würzburg (Bayern). Dù chưa bình phục hoàn toàn, ông trở lại chiến trường Liên Xô vào ngày 2 tháng 3, rồi thụ phong hàm Thiếu tướng ngày 1 tháng 4 năm 1942. Eberbach chỉ huy Sư đoàn Thiết giáp số 4 đến ngày 22 tháng 11 thì được lệnh về Đức để chữa trị thêm. Sau khi quân Liên Xô đè bẹp Quân đoàn Thiết giáp XXXXVIII (Tư lệnh: Thiếu tướng Hans Cramer) trong Chiến dịch Sao Thiên Vương (19 – 23 tháng 11 năm 1942) gần Stalingrad trên sông Volga, Bộ Tư lệnh Tối cao Đức bãi chức Cramer và cử Trung tướng Otto von Knobelsdorff lên thay. Knobelsdorff đã về nước nghỉ phép từ tháng 10, lại chưa thể ra mặt trận ngay, nên một cán bộ thiết giáp đề xuất bổ nhiệm Eberbach (bấy giờ đang trên đường về Đức) làm Quyền Tư lệnh Quân đoàn Thiết giáp XXXXVIII. Ý kiến này được tán thành và Cramer bàn giao chức vụ cho Eberbach vào ngày 26 tháng 11 năm 1942. Dưới sự chỉ huy sâu sát của Eberbach, Quân đoàn Thiết giáp XXXXVIII ra sức chỉnh đốn hàng ngũ, xây dựng trận địa phòng thủ và bẻ gãy các đợt tấn công của quân Liên Xô từ hướng nam. Ông lãnh đạo quân đoàn tới khi nhường chức cho Knobelsdorff vào ngày 30 tháng 11. Sau đó, Eberbach về Đức nghỉ dưỡng và được thăng cấp hàm Trung tướng vào ngày 1 tháng 1 năm 1943.
Sau thảm bại tại Stalingrad, Hitler lập ra cơ quan Tổng thanh tra Binh chủng Tăng-Thiết giáp do Đại tướng Guderian đứng đầu. Ngày 28 tháng 2 năm 1943, Eberbach được Guderian cất nhắc làm Phó Tổng thanh tra phụ trách lực lượng tăng - thiết giáp Quân đội Bản bộ (Ersatzheer, tức các đơn vị vũ trang đóng trên bản thổ Đức). Ông đã hỗ trợ đắc lực cho Guderian trong công tác giám sát, huấn luyện, tổ chức và phát triển các đơn vị thiết giáp bản bộ. Ngày 1 tháng 8 năm 1943, Eberbach thụ phong quân hàm Thượng tướng Thiết giáp. Mùa thu năm đó, ông thuyết phục Guderian cho ông ra sa trường trong vài tháng, đặng ông nắm bắt tình hình thực tế của quân thiết giáp Đức. Guderian và Bộ Tư lệnh Tối cao đồng ý. Từ ngày 15 tháng 10 tới ngày 25 tháng 11 năm 1943, Eberbach lần lượt chỉ huy các Quân đoàn Thiết giáp XXXXVII, XXXXVIII và Binh đoàn Nikopol (gồm Quân đoàn Thiết giáp XXXX, Quân đoàn Bộ binh XXIX, Quân đoàn Bộ binh IV cùng Quân đoàn XVII) tham gia nhiều trận đánh dữ dội ở miền Nam Nga. Sự tháo vát của năng động của Eberbach đã gây ấn tượng tích cực cho các cấp trên. Tháng 11 năm 1943, ông được Guderian triệu hồi về Berlin để tiếp tục giúp Guderian xây dựng, mở rộng binh chủng thiết giáp.

### Trận Normandie 1944
Trong một chuyến thị sát Tây Âu vào tháng 4 năm 1944, Eberbach đã tham gia các cuộc tranh luận giữa Thống chế Gerd von Rundstedt (Tổng tư lệnh Mặt trận phía Tây), Đại tướng Leo Geyr von Schweppenburg (Tư lệnh Cụm Thiết giáp Tây Âu) với Thống chế Erwin Rommel (Tư lệnh Cụm Tập đoàn quân B) về cách sử dụng thiết giáp đánh quân Đồng Minh đổ bộ lên Pháp. Dựa trên kinh nghiệm tác chiến ở Nga năm 1941-42 (khi Không quân Xô viết còn khá non yếu), Geyr và Rundstedt chủ trương bố trí các đơn vị thiết giáp chủ lực trong nội địa Pháp, nhử quân Đồng Minh từ eo biển tiến sâu vào đất liền, rồi tổ chức bao vây tiêu diệt họ. Tuy nhiên, do đã nếm trải sức mạnh ghê gớm của không quân Anh-Mỹ-Pháp trong chiến dịch Bắc Phi, Rommel nghĩ rằng cách của Geyr, Rundstedt sẽ tạo thế cho không quân Đồng Minh nhanh chóng khống chế không phận và đập nát các đội hình thiết giáp Đức ngay tại điểm tập kết của chúng. "Cáo Sa mạc" đề nghị bố trí thiết giáp ở sát ven biển đặng ngăn không cho địch đặt chân lên đất liền. Dù chưa từng giao chiến với quân đội Anh-Mỹ-Pháp sau năm 1940, Eberbach ủng hộ Rommel vì hiểu rằng phương pháp của "Cáo Sa mạc" giúp quân thiết giáp Đức đỡ phải hứng chịu các đợt oanh tạc của không lực Đồng Minh. 
Cuối tháng 5 năm 1944, Eberbach xin thượng cấp cho ông ra trận làm chỉ huy tác chiến. Đề xuất này không được chấp thuận cho đến ngày 2 tháng 7, khi Bộ Tư lệnh Tối cao điều Eberbach đến Bắc Pháp để thay tướng Geyr làm Tư lệnh Cụm Thiết giáp Tây Âu - Cụm Tập đoàn quân B. Eberbach nhậm chức trong bối cảnh quân Đồng Minh đã đổ bộ thành công lên bờ biển Normandie và tiến mạnh vào đất Pháp. Ông được Rommel giao trọng trách ngăn cản Cụm Tập đoàn quân 21 (Anh-Mỹ) của Đại tướng Bernard Montgomery chọc thủng chiến tuyến Đức ở Caen. Eberbach đã chặn đứng nhiều cuộc tiến công của quân Anh, tiêu biểu là Chiến dịch Goodwood từ ngày 18 đến ngày 20 tháng 7 năm 1944. Cuộc hành quân Goodwood thất bại với 3.474 quân nhân và 300-500 xe tăng Anh bị quân Đức loại khỏi vòng chiến. Tuy nhiên, Eberbach sớm nhận ra rằng những lời tuyên truyền của Goebbels là lừa bịp và nước Đức không còn hy vọng chiến thắng. Theo thông tin tình báo Anh, Eberbach đã được biết về âm mưu ám sát Hitler của Đại tá Claus von Stauffenberg cùng một số cán bộ khác từ trước khi nó được thực hiện, nhưng ông cố tình che giấu, không tố giác cho cơ quan Gestapo. Trong các cuộc hội thoại riêng tư của mình, Eberbach ca ngợi Stauffenberg và đồng mưu là những người có "lý tưởng", nhưng chê trách kế hoạch của họ là quá "vụng về". Khi Eberbach đem chuyện Stauffenberg ra bàn với Rommel vào ngày 16 tháng 7 năm 1944, Rommel khẳng định rằng Hitler cần phải bị giết.
Ngày 17 tháng 7 năm 1944, Rommel bị trọng thương và Thống chế Günther von Kluge thay ông chỉ huy Cụm Tập đoàn quân B. Sau khi quân đội Mỹ đột phá phòng tuyến Tập đoàn quân số 7 (Đức) tại Saint-Lô ngày 31 tháng 7, Hitler phát lệnh cho Kluge đem Cụm Thiết giáp Tây Âu phản kích vào các mũi tấn công của Mỹ giữa Mortain và Avranches. Eberbach (cũng như Kluge) tin rằng đòn phản kích này là hoàn toàn vô vọng, bởi "không lực địch sẽ sớm dập tắt cuộc tấn công", và thuyết phục Bộ Tư lệnh Tối cao cho rút quân về tuyến Seine-Yonne ngay lập tức. Bộ Tư lệnh Đức gạt phắt đề nghị của Eberbach và thúc ép ông phải tiến quân. Bất đắc dĩ, Kluge và Eberbach mở Chiến dịch Lüttich đánh Tập đoàn quân số 1 (Mỹ) vào ngày 7 tháng 8 năm 1944. Kết quả chiến dịch diễn ra không khác với dự đoán của Eberbach. Thừa thắng, quân Đồng Minh triển khai bao vây đại quân Đức (gồm Cụm Thiết giáp Tây Âu và Tập đoàn quân số 7) trong lòng chảo Falaise. Eberbach liên tục xin phép rút quân, nhưng đến khi được phép thì đã muộn. Ông bèn dùng Quân đoàn Thiết giáp II SS phản kích vào vòng vây và mở được đường máu cho một bộ phận lính Đức thoát thân. Sau khi rút khỏi Falaise, Eberbach đảm nhận chức Tư lệnh Tập đoàn quân số 7 ngày 14 tháng 8 năm 1944. Ông quyết tâm xây dựng một tuyến phòng ngự mới dọc theo sông Seine, nhưng chưa kịp thực hiện ý định thì bị Tập đoàn quân số 2 (Anh) bắt sống vào ngày 31 tháng 8 năm 1944, khi đang trực tiếp đi trinh sát vùng lưu vực sông này.
Năm 1945, Chiến tranh thế giới thứ hai chấm dứt. Sau khi được trả tự do vào năm 1948, Eberbach trở thành giám đốc một tổ chức từ thiện Kháng Cách tại miền Tây Nam Đức. Ông cũng tham gia cố vấn cho quân đội non trẻ của Cộng hòa Liên bang Đức trong thập niên 1950. Ông qua đời tại Notzingen, Baden-Württemberg vào ngày 13 tháng 7 năm 1992.